# Rust Bluff
Das Rust Bluff ist ein kleines Kliff in der antarktischen Ross Dependency. Es ragt 8 km südlich des Corner-Nunatak auf der Ostseite der Miller Range oberhalb des Marsh-Gletschers auf.
Das Advisory Committee on Antarctic Names benannte die Formation im Jahr 1972 nach dem südafrikanischen Geologen Izak Cornelis Rust von der University of Port Elizabeth, der als Austauschwissenschaftler an der von der Ohio State University von 1969 bis 1970 durchgeführten Expedition beteiligt war und dabei an diesem Kliff geologisches Material gesammelt hatte.